# Чемпионат мира по академической гребле 1974
4-й чемпионат мира по академической гребле прошёл с 28 августа по 8 сентября 1974 года на озере Ротзе в Люцерне (Швейцария). Программа чемпионата резко расширилась за счёт включения в неё новых дисциплин и соревнований среди женщин. Всего было разыграно 17 комплектов наград.

## Медалисты

### Мужчины
| Дисциплина                | Золото | Золото  | Серебро | Серебро | Бронза | Бронза  |
| ------------------------- | --- | ------- | --- | ------- | --- | ------- |
| Одиночки M1x              | Вольфганг Хёниг ГДР | 7:20,11 | Джеймс Дитц США | 7:23,95 | Николай Довгань СССР | 7:24,74 |
| Двойки парные M2x         | ГДР · Кристоф Кройцигер · Ханс-Ульрих Шмид | 6:35,95 | Норвегия · Альф Хансен · Франк Хансен | 6:38,34 | Великобритания · Кристофер Бейлю · Майкл Харт | 6:43,32 |
| Двойки без рулевых M2-    | ГДР · Бернд Ландфойгт · Йорг Ландфойгт | 6:59,09 | Румыния · Илие Оанцэ · Думитру Грумесеску | 7:03,99 | Польша · Альфонс Слюсарский · Збигнев Слюсарский | 7:04,64 |
| Двойки с рулевыми M2+     | СССР · Владимир Ешинов · Николай Иванов · Александр Лукьянов (рул)                                                                                     | 7:21,90 | ГДР · Вольфганг Гункель · Йорг Лукке · Клаус-Дитер Нойберт (рул) | 7:27,86 | Чехословакия · Олдржих Свояновский · Павел Свояновский · Владимир Петршичек (рул)                                                                            | 7:29,93 |
| Четвёрки парные M4x       | ГДР · Йоахим Драйфке · Гёц Дрегер · Рюдигер Райхе · Юрген Бертов                                                                                       | 6:04,01 | СССР · Владимир Мустафаев · Леонид Кошель · Юрий Якимов · Геннадий Коршиков | 6:05,79 | Чехословакия · Филип Кудела · Зденек Пецка · Мирослав Лаголик · Ярослав Геллебранд                                                                           | 6:08,12 |
| Четвёрки без рулевых M4-  | ГДР · Зигфрид Брицке · Андреас Деккер · Штефан Земмлер · Вольфганг Магер                                                                               | 6:19,20 | СССР · Рауль Арнеманн · Николай Кузнецов · Сергей Поздеев · Анушаван Гасан-Джалалов                                                                                            | 6:22,83 | ФРГ Петер ван Ройе Клаус Егер Бернд Трушински Рейнхард Вендемут                                                                                              | 6:27,01 |
| Четвёрки с рулевыми M4+   | ГДР · Андреас Шульц · Рюдигер Кунце · Ульрих Диснер · Вальтер Диснер · Вольфганг Гросс (рул)                                                           | 6:26,38 | СССР · Геннадий Московский · Александр Плюшкин · Владимир Васильев · Анатолий Немтырёв · Игорь Рудаков (рул)                                                                   | 6:27,34 | ФРГ Ханс-Йохан Фербер Ральф Кубайл Петер-Михаэль Кольбе Петер Нихузен Уве Бентер (рул)                                                                       | 6:27,98 |
| Восьмёрки M8+             | США · Алан Шили · Хью Стивенсон · Ричард Качин · Марк Норелиус · Джон Эверетт · Майкл Весполи · Тимоти Микельсон · Кеннет Браун · Дэвид Вайнберг (рул) | 5:46,37 | Великобритания · Фредерик Смолбоун · Джон Яллоп · Тимоти Крукс · Хью Мэтесон · Дэвид Максвелл · Джеймс Кларк · Уильям Мейсон · Леонард Робертсон · Патрик Суини (рул)          | 5:47,49 | Новая Зеландия · Энтони Хёрт · Дэниэл Кин · Линдси Уилсон · Атол Эрл · Тревор Кокер · Александр Маклейн · Дэвид Роджер · Росс Блумфилд · Дэвид Саймонс (рул) | 5:47,84 |
| Лёгкий вес                | |         | |         | |         |
| Одиночки LM1x             | Уильям Бельден США | 7:33,72 | Харальд Пунт Нидерланды | 7:36,80 | Рето Висс Швейцария | 7:36,96 |
| Четвёрки без рулевых LM4- | Австралия · Кэмпбелл Джонстон · Эндрю Мичелмор · Джеффри Рис · Колин Смит                                                                              | 6:38,12 | Нидерланды · Брам Лос · Ханс Питерман · Яннес Брейн · Ханс Ликлама | 6:43,26 | США · Эндрю Уошберн · Барри Селик · Джеймс Эрманн · Питер Хантсман                                                                                           | 6:43,48 |
| Восьмёрки LM8+            | США · Мэттью Бальдино · Джозеф Гейнор · Ральф Науман · Дэвид Харман · Эрик Азерлинд · Ричард Юинг · Майкл Фелд · Ричар Гроган · Джон Хартиган (рул)    | 6:15,25 | Нидерланды · Корнелис Бос · Лекс Бурграф · Эрик ван дер Снук · Вим Мюлдер · Берт ван Акен · Гюс ван дер Верфф · Халмер ван Папендрехт · Хенк Хоммен · Мартен ван де Брук (рул) | 6:17,54 | ФРГ Уве Барвиг Вольфганг Фрич Пауль Луц Юлиус Ник Луц Кальмбахер Михаэль Спет Эккехард Браун Вольфганг Габлер Вилли Сайер (рул)                              | 6:17,54 |

### Женщины
| Дисциплина                      | Золото | Золото  | Серебро | Серебро | Бронза | Бронза  |
| ------------------------------- | --- | ------- | --- | ------- | --- | ------- |
| Одиночки W1x                    | Кристине Шайблих ГДР | 3:46,52 | Геновайте Рамошкене СССР | 3:52,38 | Кристине Вастерлейн Бельгия | 3:53,08 |
| Двойки парные W2x               | СССР · Елена Антонова · Галина Ермолаева | 3:24,00 | ФРГ Астрид Айлинг Регине Адам | 3:26,43 | ГДР · Гизела Медефиндт · Рита Шмидт | 3:28,78 |
| Двойки без рулевых W2-          | Румыния · Маринела Гицэ · Корнелия Някшу | 3:43,12 | ГДР · Ренате Бенш · Бергит Хайнце | 3:45,18 | СССР · Янина Гжибовская · Рута Вейнберга | 3:45,43 |
| Четвёрки парные с рулевыми W4x+ | ГДР · Росвита Райхель · Урсула Вагнер · Ютта Лау · Сибилле Титце · Лиане Вайгельт (рул)                                                                        | 3:19,81 | Румыния · Иоана Тудоран · Элисабета Лазэр · Доина Бэрдаш · Теодора Бойку · Элена Джуркэ (рул)                                                                                | 3:21,92 | СССР · Надежда Щербак · Наталья Городилова · Валентина Ивченкова · Антонина Марискина · Ирина Моисеенко (рул)                                                           | 3:22,64 |
| Четвёрки с рулевыми W4+         | ГДР · Розель Ниче · Ангелика Ноак · Ренате Шлензиг · Сабине Дене · Христа Карнат (рул)                                                                         | 3:28,99 | Нидерланды · Лисбет Восмар · Ингрид Мюннеке · Мирьям ван Ройен · Лисбет де Графф · Марейке Крайенхоф (рул)                                                                   | 3:31,19 | Румыния · Марлена Предеску · Мария Кабат · Элена Аврам · Анджелика Кертик · Анета Матей (рул)                                                                           | 3:32,71 |
| Восьмёрки W8+                   | ГДР · Хенриетта Доблер · Хельма Леман · Илона Рихтер · Бианка Шведе · Бригитте Аренхольц · Ирина Мюллер · Гунхильд Бланке · Дорис Мосиг · Сабине Бринкер (рул) | 3:04,82 | СССР · Нина Быстрова · Валентина Рубцова · Нина Абрамова · Софья Шуркалова · Валентина Ермакова · Лариса Сергеева · Валентина Алексеева · Нина Филатова · Нина Фролова (рул) | 3:05,05 | Румыния · Елена Опря · Флорика Петку · Джорджета Милитару · Кристель Вьенер · Аурелия Маринеску · Юлиана Балабан · Валерия Аврам · Анджелика Кертик · Анета Матей (рул) | 3:08,31 |

## Командный зачёт
| Место | Страна         | Золото | Серебро | Бронза | Всего |
| ----- | -------------- | ------ | ------- | ------ | ----- |
| 1     | ГДР            | 10     | 2       | 1      | 13    |
| 2     | США            | 3      | 1       | 1      | 5     |
| 3     | СССР           | 2      | 5       | 3      | 10    |
| 4     | Румыния        | 1      | 2       | 2      | 5     |
| 5     | Австралия      | 1      | 0       | 0      | 1     |
| 6     | Нидерланды     | 0      | 4       | 0      | 4     |
| 7     | ФРГ            | 0      | 1       | 3      | 4     |
| 8     | Великобритания | 0      | 1       | 1      | 2     |
| 9     | Норвегия       | 0      | 1       | 0      | 1     |
| 10    | Чехословакия   | 0      | 0       | 2      | 2     |
| 11    | Бельгия        | 0      | 0       | 1      | 1     |
| 11    | Новая Зеландия | 0      | 0       | 1      | 1     |
| 11    | Польша         | 0      | 0       | 1      | 1     |
| 11    | Швейцария      | 0      | 0       | 1      | 1     |
| Всего | Всего          | 17     | 17      | 17     | 51    |

 Страна — хозяйка соревнований